# Joseph-Enoil Michaud
Joseph-Enoil Michaud, PC, KC (* 26. September 1888 in Saint-Antonin, Québec; † 23. Mai 1967) war ein kanadischer Rechtsanwalt und Politiker der Liberalen Partei, der elf Jahre lang Mitglied des Unterhauses sowie mehrmals Minister im 16. kanadischen Kabinett von Premierminister William Lyon Mackenzie King war.

## Leben
Michaud absolvierte nach dem Schulbesuch zunächst ein grundständiges Studium, das er mit einem Bachelor of Arts (B.A.) abschloss. Ein darauf folgendes postgraduales Studium der Rechtswissenschaften beendete er mit einem Bachelor of Laws (LL.B.) sowie einem Doktor der Rechte (LL.D.) und nahm danach eine Tätigkeit als Barrister und Notar auf. Für seine anwaltlichen Verdienste wurde er später zum Kronanwalt (Queen’s Counsel) ernannt.
Seine politische Laufbahn begann Michaud, als er bei den Wahlen vom 24. Februar 1917 erstmals zum Mitglied der Legislativversammlung von New Brunswick gewählt wurde und in dieser nach seinen Wiederwahlen bei den Wahlen vom 9. Oktober 1920, 10. August 1925 sowie 18. Juni 1930 bis 1933 den Wahlbezirk Madawaska vertrat. Nachdem er von 1919 bis 1920 erstmals Bürgermeister von Edmundston war, wurde er 1920 von Premierminister Walter Edward Foster als Minister ohne Geschäftsbereich in die Regierung der Provinz New Brunswick berufen, der er bis 1921 angehörte. Fosters Nachfolger Peter Veniot berief ihn am 28. Februar 1923 erneut als Minister ohne Geschäftsbereich in die Provinzregierung, der er bis zum Ende von Veniots Amtszeit am 10. September 1925 angehörte. 1932 wurde er zum zweiten Mal Bürgermeister von Edmundston und übte dieses Amt bis 1936 aus.
Zu dieser Zeit wechselte Michaud auch in die Bundespolitik und wurde für die Liberale Partei bei einer Nachwahl am 23. Oktober 1933 im Wahlbezirk Restigouche-Madawaska auch zum ersten Mal in das kanadische Unterhaus gewählt, dem er nach seinen Wiederwahlen am 14. Oktober 1935 und 26. März 1940 bis zum 16. April 1945 angehörte.
Am 23. Oktober 1935 wurde Michaud von Premierminister William Lyon Mackenzie King in das 16. kanadischen Kabinett berufen und übernahm in diesem bis zum 5. Oktober 1942 den Posten als Fischereiminister. Als solcher bekleidete er vom 7. November 1940 bis zum 27. Januar 1943 auch die Funktion eines Sonderausschusses des Unterhauses für die Regulierung der Verteidigung Kanadas. Darüber hinaus war er vom 27. November bis zum 9. Dezember 1941 geschäftsführender Justizminister und Generalstaatsanwalt sowie zwischen dem 13. Mai und dem 6. Oktober 1942 geschäftsführender Minister für öffentliche Arbeiten. Zuletzt bekleidete er vom 6. Oktober 1942 bis zum 17. April 1945 das Amt des Verkehrsministers.